# Сухогаёвское сельское поселение
Сухогаёвское сельское поселение — муниципальное образование в Верхнехавском районе Воронежской области.
Административный центр — село Сухие Гаи.

## Административное деление
В состав поселения входят:
- село Сухие Гаи,
- деревня Андреевка 1-я,
- село Дмитро-Покровское,
- село Марьевка,
- деревня Семёновка 1-я,
- деревня Семёновка 2-я.